# Colquitt
Colquitt és una població dels Estats Units a l'estat de Geòrgia. Segons el cens del 2000 tenia 1.939 habitants.

## Demografia
Segons el cens del 2000, Colquitt tenia 1.939 habitants, 772 habitatges, i 501 famílies. La densitat de població era de 90,7 habitants per km².
Dels 772 habitatges en un 28,5% hi vivien nens de menys de 18 anys, en un 37,4% hi vivien parelles casades, en un 22,2% dones solteres, i en un 35% no eren unitats familiars. En el 32% dels habitatges hi vivien persones soles el 18,5% de les quals corresponia a persones de 65 anys o més que vivien soles. El nombre mitjà de persones vivint en cada habitatge era de 2,34 i el nombre mitjà de persones que vivien en cada família era de 2,92.
Per edats la població es repartia de la següent manera: un 24,3% tenia menys de 18 anys, un 6,8% entre 18 i 24, un 23,6% entre 25 i 44, un 20,7% de 45 a 60 i un 24,6% 65 anys o més.
L'edat mediana era de 41 anys. Per cada 100 dones de 18 o més anys hi havia 69,8 homes.
La renda mediana per habitatge era de 24.792 $ i la renda mediana per família de 31.413 $. Els homes tenien una renda mediana de 23.487 $ mentre que les dones 19.676 $. La renda per capita de la població era de 18.300 $. Entorn del 21,3% de les famílies i el 26% de la població estaven per davall del llindar de pobresa.

## Poblacions més properes
El següent diagrama mostra les poblacions més properes.